# 将军关石河
将军关石河是北京市平谷区的一条河流，是泃河的主要支流。
40°15′44″N 117°18′45″E / 40.26228°N 117.31255°E

## 历史沿革
将军关石河，位于平谷区的东北部，是泃河的主要支流。因其从将军关入境，枯水期干涸后仅有大小不一的石砾，故名将军关石河。

## 河流流向
将军关石河发源于河北省承德市兴隆县陡子峪乡境内，经将军关、马家沟、北中心村、中心村、彰作、靠山集、郭家屯，上宅至海子村北汇入泃河。

## 河流简介
将军关石河为时令河，总长20千米，总汇水面积145平方千米，河床均宽25米，高5—7米。